# Gustave Caillebotte
Gustave Caillebotte [gystav kajbɔt] (19. srpna 1848 Paříž – 21. února 1894 Gennevilliers) byl francouzský malíř, mecenáš a sběratel umění.

## Život
Již ve 25 letech věku zdědil po svém otci, soudci soudního dvoru departementu, velký majetek. Na svém statku v Yerres pak začal vážněji malovat a do roku 1879 vzniklo na 80 větších děl. Finanční naprostá nezávislost umožnila po ukončení studia na École des Beaux-Arts v Paříži Caillebottovu významnou podporu impresionistům. V pařížském Bonnatově atelieru, za jehož žáka je považován, se setkal s Edgarem Degasem, Claudem Monetem a Augustem Renoirem, svými pozdějšími přáteli, a navzájem ovlivnili své malířské projevy. Tak jeho krajiny pozdějších prací připomínají práce Bazillovy, zatímco portréty jsou zřetelně ovlivněny Degasem. Žil životem pařížského dandyho, zcela dle svých zálib. Byl vášnivým jachtařem a stavitelem člunů a jacht. Většinu majetku investoval do péče o své přátele impresionisty. Gustave Caillebotte financoval a organizoval první výstavy impresionistů a současně pilně maloval (namaloval na 500 obrazů) a sbíral současné umění. Druhé výstavy impresionistů se sám aktivně účastnil. Umělec, jehož dílo bylo současníky podceňováno, odkázal své dílo i sbírku státu, který však – po skandálních diskusích – přijal dar jen z části. Tato díla jsou dnes vystavena v pařížském Muzeu Orsay jako Collection Caillebotte – součástí jsou slavná díla Monetova, Degasova, Manetova, Renoirova, Pissarova. Caillebotte sám nejprve maloval v tradičním stylu, ale mezi lety 1875 a 1880 se přizpůsobil myšlení a projevu svých přátel impresionistů, čistým programovým impresionistou však nikdy nebyl. V jeho obrazech se zrcadlí život v bohatých čtvrtích Paříže, nebo v letních měsících na venkově. Později se zcela oddal životu v soukromí na svém venkovském sídle v Petit Gennevilliers. Podnikal výlety do Argenteuil a maloval na březích Seiny v místech, kde jeho přátelé impresionisté pracovali celé měsíce. Jeho dílo bylo plně doceněno až dlouho po malířově smrti. Gustave Caillebotte je pohřben na pařížském hřbitově Père-Lachaise. Jelikož velká část jeho prací je stále v privátním majetku, patří jeho plátna k velkým atrakcím aukcí předních aukčních domů (Sotheby's, Christie's).

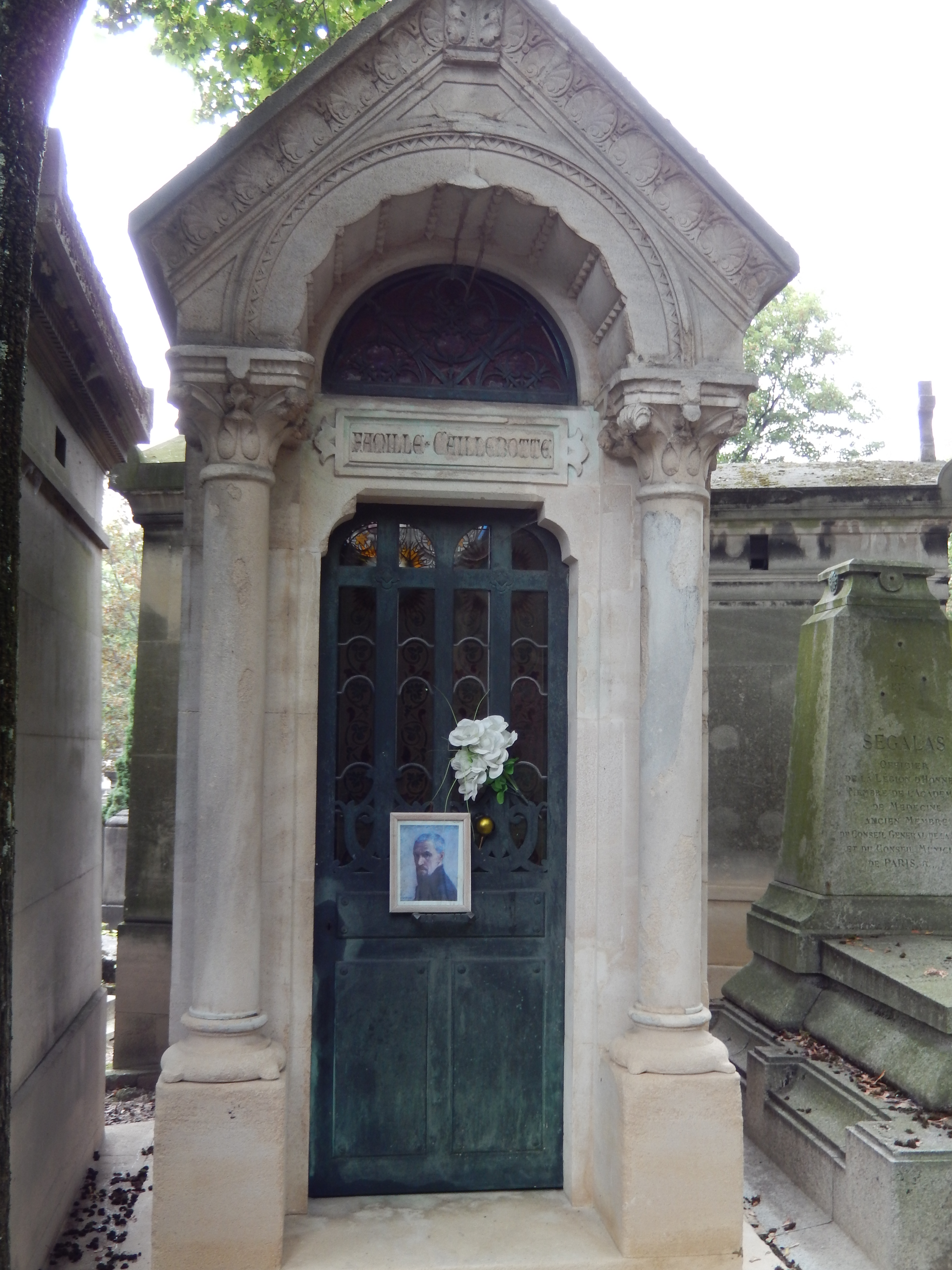
Hrob G. Caillebotta v Paříži (Père-Lachaise, odd. 70)

### Mládí
Narodil se 19. srpna 1848 do rodiny s vyšším společenským postavením. Jeho otec Martial Caillebotte (1799–1874) byl dědicem rodinného podniku s vojenskou výstrojí a pracoval též jako soudce. Otec dvakrát ovdověl, než se oženil s Céleste Daufresne (1819–1878), matkou Gustava Caillebotta a jeho dvou mladších bratrů: Reného (1851–1876) a Martiala (1853–1910). Mládí prožil s rodiči v Paříži a léta trávil s rodinou v Yerres, ve městě na řece stejného jména, jižně od Paříže, kde otec zakoupil rozlehlý statek. Ve věku 12 let se Gustave Caillebotte začal vážněji zajímat o kreslení a malování. Studoval práva a také technické vědy. V roce 1871 se zúčastnil jako voják Prusko-francouzské války a sloužil též v Národní gardě (Garde Nationale Mobile de la Seine).

### Umělecký život

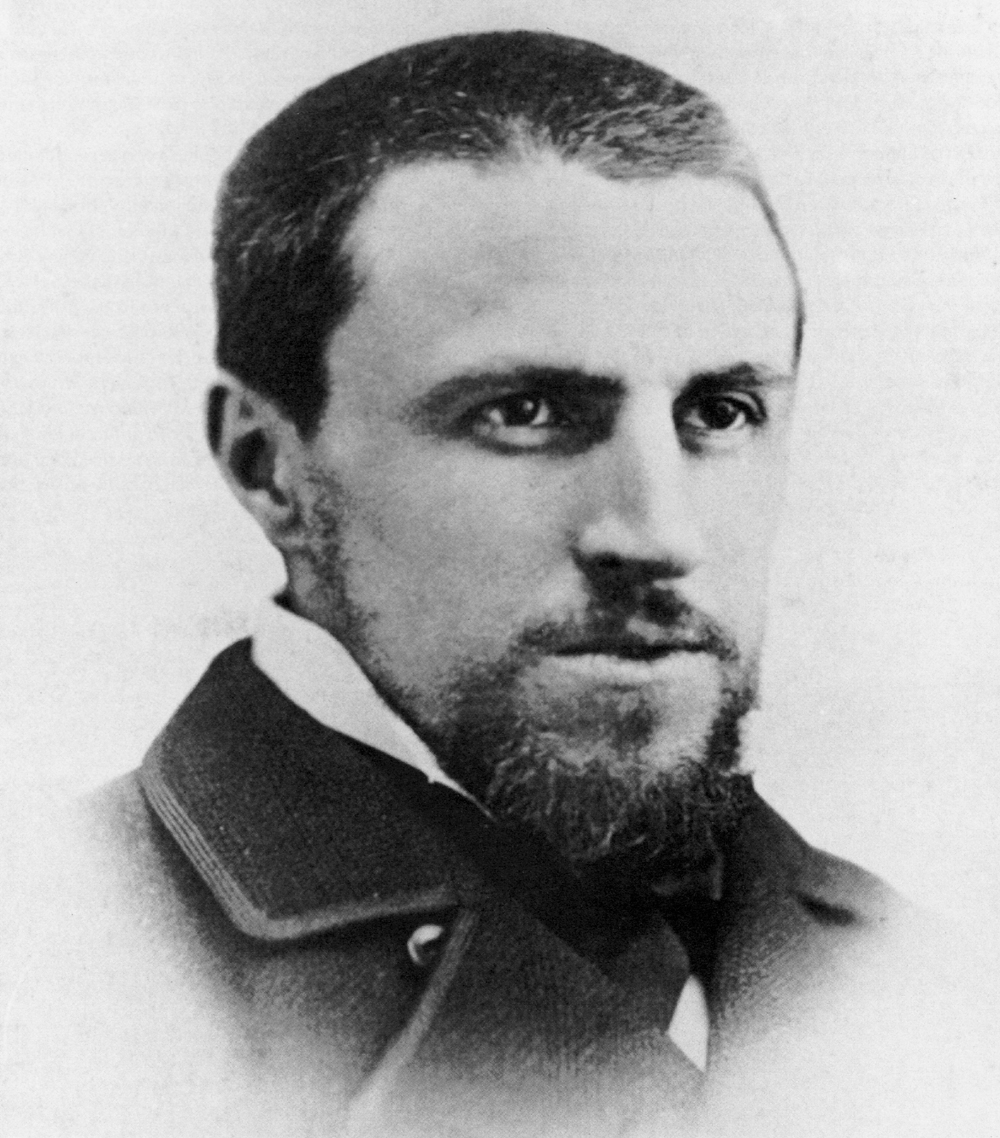
Gustave Caillebotte, ve věku 30 let, kolem r. 1878. (Soukromá sbírka)

Po válce začal navštěvovat výtvarnou školu, kde se stal studentem Léona Bonnata a s vážným zájmem se věnoval studiu malířství. V krátkém čase se vypracoval a svůj první malířský ateliér si zařídil v domě rodičů. Po smrti otce zdědil velký majetek. V roce 1874 se setkal a spřátelil s několika umělci, kteří tvořili svá díla mimo oficiální proud francouzské Akademie a mezi nimiž byli i malíři Edgar Degas, Claude Monet a Auguste Renoir. Pomohl jim organizovat 1. výstavu impresionistů v Paříži v témže roce. Impresionisté, zvaní také „Nezávislí“ se distancovali od akademických malířů vystavujících na každoročních Salonech.
Gustave Caillebotte se poprvé představil jako malíř až na druhé výstavě impresionistů v roce 1876, kde vystavil 8 obrazů včetně Les raboteurs de parquet (Parketáři) z roku 1875. Jeho první mistrovské dílo (nyní ve sbírkách Muzea Orsay), oceňované jeho přáteli, bylo některými kritiky pro svůj námět považováno za „vulgární“ a bylo přirozeně zamítnuto pro vystavení na Salonu. V těch časech se z pracujících lidí zobrazovali pouze lidé pracující na polích jako rolníci či sedláci.
Cailebottův malířský styl byl ovlivněn impresionismem, ale byl mnohem více realistický. Někdy se přibližoval k bohatě barevnému degasovkému realismu, jindy zase používal ve svém díle jemné pastely impresionistů. Nikdy se však zcela nepřiklonil pouze k jedinému stylu. Pokud se týká témat, maloval velmi často rodinné, domácké náměty, interiéry a portréty. Mnoho jeho obrazů zachycuje členy jeho rodiny; Jeune Homme à la fenêtre (Mladý muž u okna) 1876 zobrazuje bratra Reného doma v Paříži, v ulici de Miromesnil. Obraz Les orangers (Pomerančovníky) 1878 zachycuje bratra Martiala a jejich sestřenici Zoë v zahradě letního rodinného sídla v Yerres a Portraits à la campagne (Portréty na venkově) 1875 představují jeho matku, tetu, sestřenici a rodinné přátele. S oblibou maloval činnosti jako společné stolování, hraní karet, hraní na piano, čtení, to vše v soukromí rodin vyšší společenské třídy. Venkovní výjevy z Yerres zase oslavují radost z jízdy na lodi po proudu, nebo z rybaření a plavání. Při nich často používal jemné impresionistické techniky, aby dal vyniknout kráse a klidu venkovské přírody.
Nejznámější jsou ale autorovy obrazy městské pařížské architektury jako Le pont de l'Europe (Evropský most) 1876 nebo Rue de Paris, temps de pluie (Pařížská ulice v dešti) 1877. Typickými pro tyto jeho práce jsou až fotograficky přesný dojem a zastřené barvy dodávající obrazům moderní nádech připomínající americké realisty např. Edwarda Hoppera. Společným základem všech jeho urbanistických obrazů je nadšení pro novou technologii fotografie a intenzivní zájem o zobrazování perspektivy. V obrazech z roku 1880 L'homme au balcon, boulevard Haussmann (Muž na balkóně, Haussmannova třída) a Un balcon (Balkón) zve pozorovatele ke společnému pohledu na ulici města z nezvyklé perspektivy. Pohled „shora“ je námětem i dalších děl: Vue des toits, effet de neige (Pohled na zasněžené střechy), Boulevard vu d'en haut (Pohled na hlavní třídu z výšky), Un refuge, boulevard Haussmann (Refýž, Haussmannova třída).
Tématem četných obrazů byly plachetnice a lodě na řece Seině v Argenteuil a na řece Yerres. Uměl dobře zobrazit i „neživou přírodu“ jako v díle Roses jaunes dans un vase (Žluté růže ve váze) z roku 1882. Gustave Caillebotte také rád zachycoval situace týkající se jídla včetně surovin, ze kterých se připravovalo, jako maso u řezníka nebo ovoce a zeleninu vystavené na stáncích. Nevyhýbal se ani aktům, které zobrazoval přirozeně realisticky, aniž by se schovával za mytologické náměty.

### Mecenáš a sběratel
Po mnoho let byla jeho malířská tvorba zatlačována do pozadí a byl znám především jako mecenáš umění. To, že zdědil rodinný majetek mu dovolilo malovat bez nutnosti muset svá díla také prodávat. Též mu to umožňovalo finančně pomáhat při pořádání výstav impresionistů a podporovat své přátele malíře tím, že kupoval jejich obrazy. Prvního Moneta koupil v roce 1876 a finančně podporoval jeho kariéru tím, že platil nájem za jeho malířský ateliér. Nejen finančně, ale i organizačně se podílel na pořádání 3., 4., 5. a 7. výstavy impresionistů. Pro neshody s malíři Degasem a Pissarem 6. výstavu impresionistů bojkotoval. Ve svém sponzorství byl přesně zaměřený, zvláště v jeho sbírkách chybí díla Paula Gauguina, Georgese Seurata a symbolistů. Sehrál hlavní roli v přesvědčování představitelů Musée du Louvre, aby zakoupili Manetův obraz l'Olympia (Olympie), což se nakonec podařilo.

### Ostatní zájmy
Své bohatství užíval Caillebotte též pro pěstování svých různých zálib, ke kterým patřilo sbírání poštovních známek (jeho jméno bylo zapsáno do seznamu významných filatelistů a jeho sbírka je nyní v Britské knihovně), pěstování orchidejí, navrhování a stavba jachet a také textilní design.

### Život na venkově
V roce 1881 zakoupil dům se zahradou v Petit-Gennevilliers, na březích Seiny, poblíž Argenteuil a v roce 1888 se tam trvale přestěhoval. Zde vytvořil také svá další četná malířská díla. Věnoval se také jachtingu, navrhování a stavbě lodí. Hodně času trávil se svým bratrem Martialem a přítelem malířem Renoirem, který ho často navštěvoval a společně vedli dlouhé diskuse o umění, politice, literatuře a filozofii. Zdálo se, že má vážný vztah s Charlotte Berthier, ženou o jedenáct let mladší než on, z nižší společenské vrstvy. Neoženil se s ní však, ale finančně ji zabezpečil do konce jejího života. Jeho malířská kariéra výrazně oslabila kolem roku 1890, kdy přestal malovat velká plátna.
Zemřel náhle po záchvatu mrtvice, při práci na zahradě svého domu v Petit-Gennevilliers, v roce 1894 ve věku 45 let. Je pohřben na hřbitově Père-Lachaise v Paříži.

### Sbírky
Podle své vůle, daroval rozsáhlou sbírku malířských děl francouzskému státu. Tato sbírka obsahovala 68 obrazů, které namalovali různí impresionisté: Camille Pissarro (19 obrazů), Claude Monet (14 obrazů), Auguste Renoir (10 obrazů), Alfred Sisley (9 obrazů), Edgar Degas (7 obrazů), Paul Cézanne (5 obrazů) a Édouard Manet (4 obrazy).
V době malířovy smrti, byli impresionisté francouzskými oficiálními místy odmítáni, upřednostňovali se akademici, zvláště ti z Académie des Beaux-arts (Akademie krásných umění). Gustave Caillebotte si přál, aby se obrazy z jeho sbírky dostaly do Musée du Luxembourg (Lucemburského muzea), které mělo vystavovat žijící autory a také do Musée du Louvre (Muzea Louvre). Bohužel odpovědní činitelé s tím nesouhlasili a své zamítavé stanovisko sdělili malíři Renoirovi, který se stal vykonavatelem Caillebottovy závěti. Po nesčetných diskusích bylo přijato pouze 38 obrazů do Musée du Luxembourg. Následná výstava byla první veřejnou národní výstavou impresionistů ve Francii. Zbývajících 29 obrazů (1 obraz od Degase si ponechal Renoir jako protiúčet za své služby vykonavatele závěti) bylo nabídnuto do národních sbírek ještě dvakrát, v roce 1904 a 1908, ale v obou případech byly zamítnuty. Když se v roce 1928 vláda konečně rozhodla odkaz přijmout, vdova po synovci Gustava Caillebotta to odmítla. Většinu z těchto děl tak zakoupil dr. A. C. Barnes a nyní jsou v majetku jeho nadace (La Fondation Barnes).
Vzhledem k pohnuté historii malířova odkazu je mnoho jeho děl v soukromých sbírkách jednotlivců nebo nadací a v předních světových, zejména amerických, muzeích a galeriích.

### Výstavy a kritiky
Od 2. výstavy impresionistů v roce 1876, na které poprvé vystavoval své obrazy, se zúčastňoval jako malíř pravidelně i dalších výstav 3., 4., 5., a naposledy 7. výstavy v roce 1882, kdy vystavil 17 svých obrazů. Poslední výstavy impresionistů v roce 1886 se nezúčastnil.
Mezi kritiky výstav impresionistů byl i francouzský spisovatel a kritik Émile Zola. Psal kritiky i na obrazy Gustava Caillebotta představené v rámci těchto výstav. Od počátečních negativních kritik se postupně vyjadřoval o jeho díle stále více pochvalněji a označil Gustava Caillebotta jako velmi moderního malíře a nejodvážnějšího člena ze skupiny impresionistů.
V padesátých letech 20. století byl oživen zájem o jeho dílo, když Caillebottovi potomci začali prodávat jeho obrazy ze soukromé rodinné sbírky. V roce 1964 zakoupil Institut umění v Chicagu jeho 2 obrazy a vyjádřil tak zájem Američanů o tohoto umělce. 70 let po jeho smrti pak i francouzští historikové a znalci umění přehodnotili názory na jeho uměleckou tvorbu. Jeho převratné pojetí perspektivy je okouzlilo a zařadili ho mezi další uznávané umělce, jejichž odkaz má nezpochybnitelnou uměleckou hodnotu. Jeho díla byla opět vystavována a kritiky oceňována.
V současné době[kdy?] má Muzeum Orsay v Paříži ve svých sbírkách zhruba 40 obrazů, jejichž autorem byl Gustav Caillebotte a 5 z nich je trvale vystaveno v rámci stálé výstavy muzea.

## Nejslavnější díla
- Pařížská ulice v dešti (Rue de Paris, temps de pluie), 1877 – olej na plátně – 212×276 cm – Institut umění v Chicagu
- Hoblování podlahy – „Parketáři“ (Les raboteurs de parquet), 1875 – olej na plátně – 102×146,5 cm – Muzeum Orsay
- Vlastní podobizna (Autoportrait), 1892 – olej na plátně – 41×33 cm – Muzeum Orsay

## Galerie

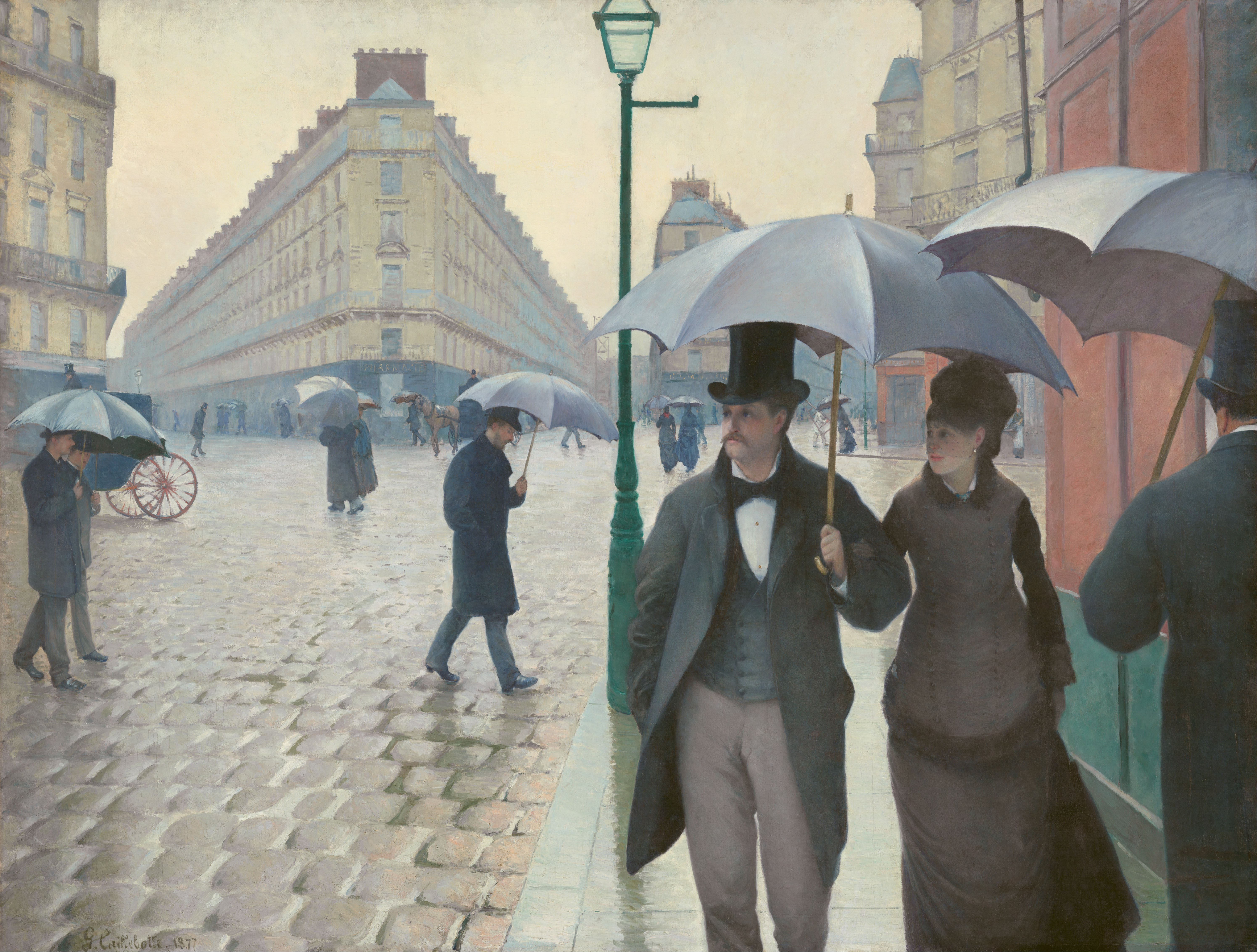
Pařížská ulice v dešti (Rue de Paris, temps de pluie – 1877)
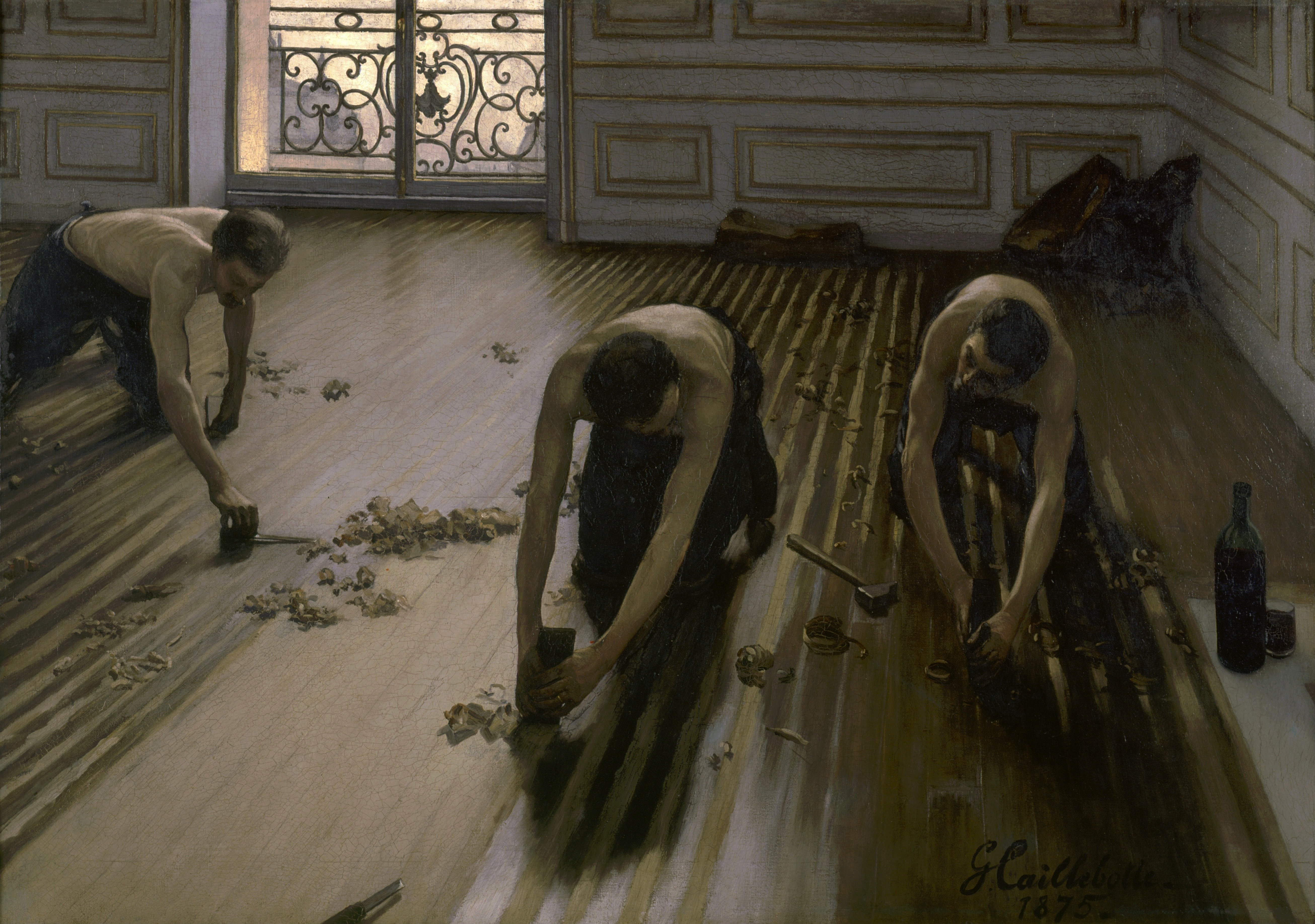
Parketáři nebo Hoblování podlahy (Les raboteurs de parquet – 1875)
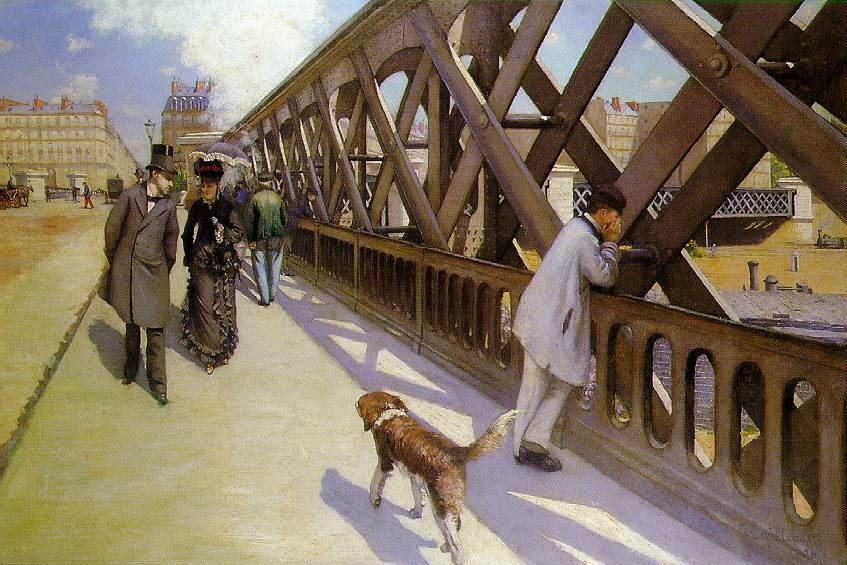
Evropský most (Le pont de l'Europe – 1876)
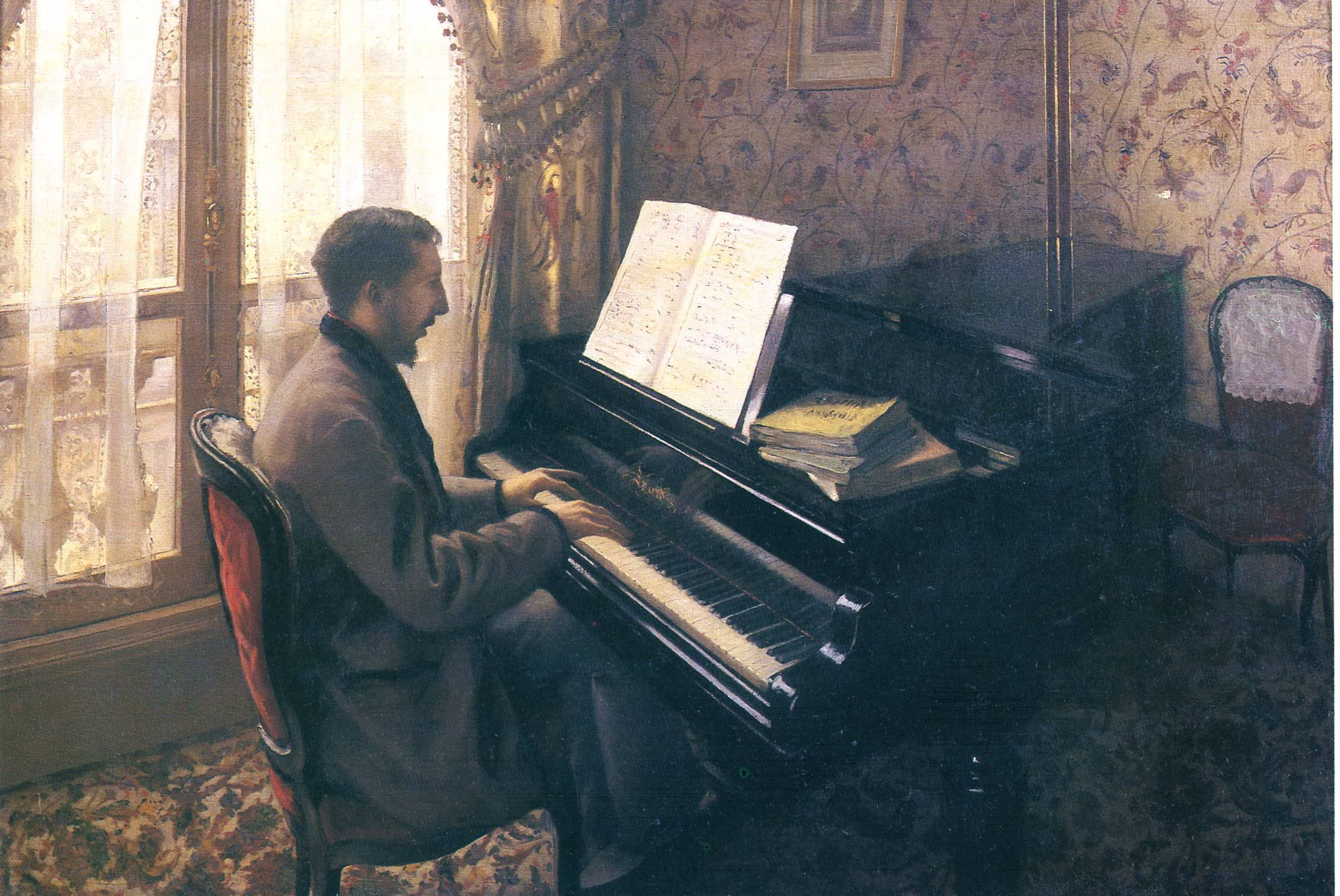
Mladý muž u piana (Jeune homme au piano – 1876)
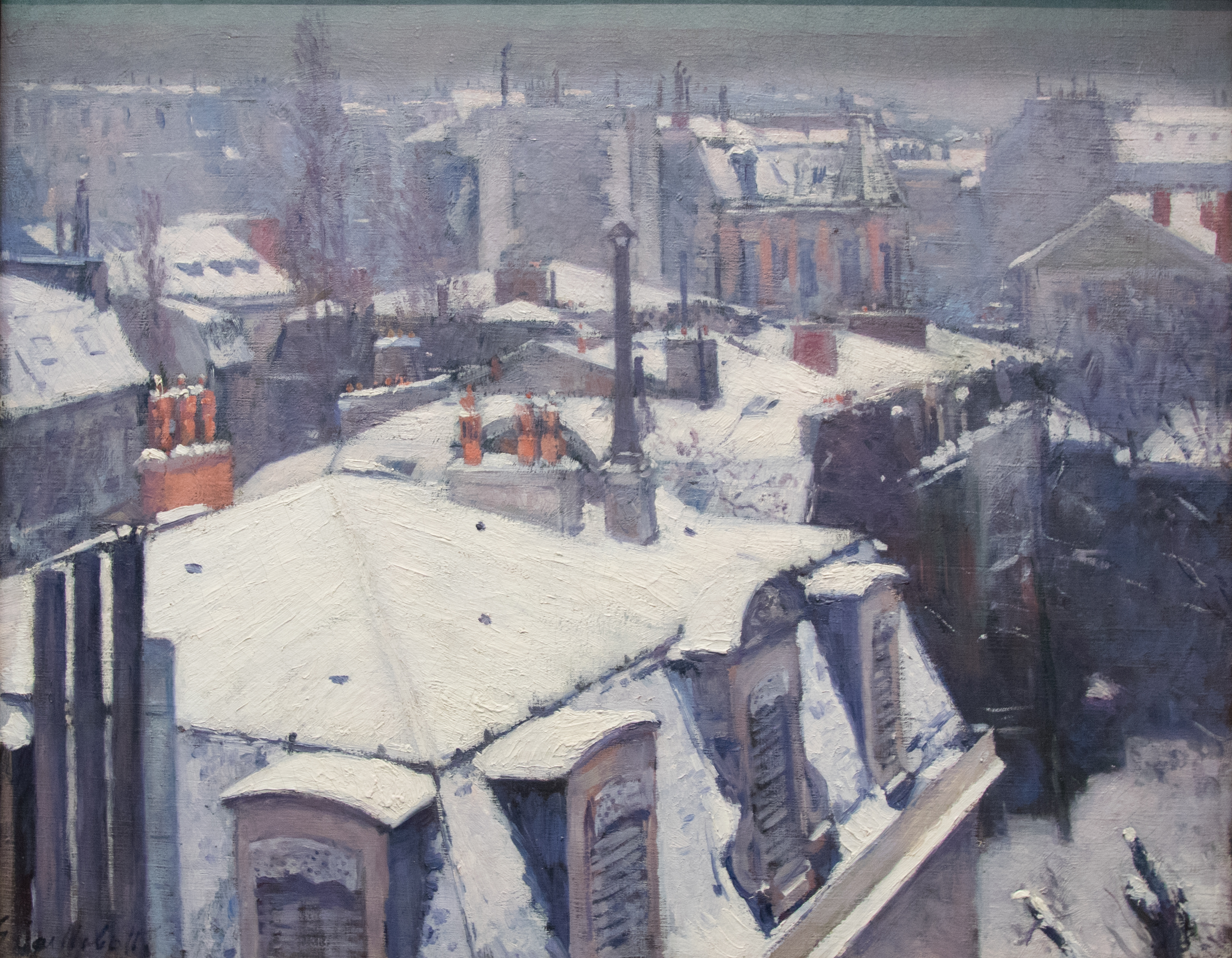
Pohled na zasněžené střechy (Vue des toits, effet de neige – 1878)
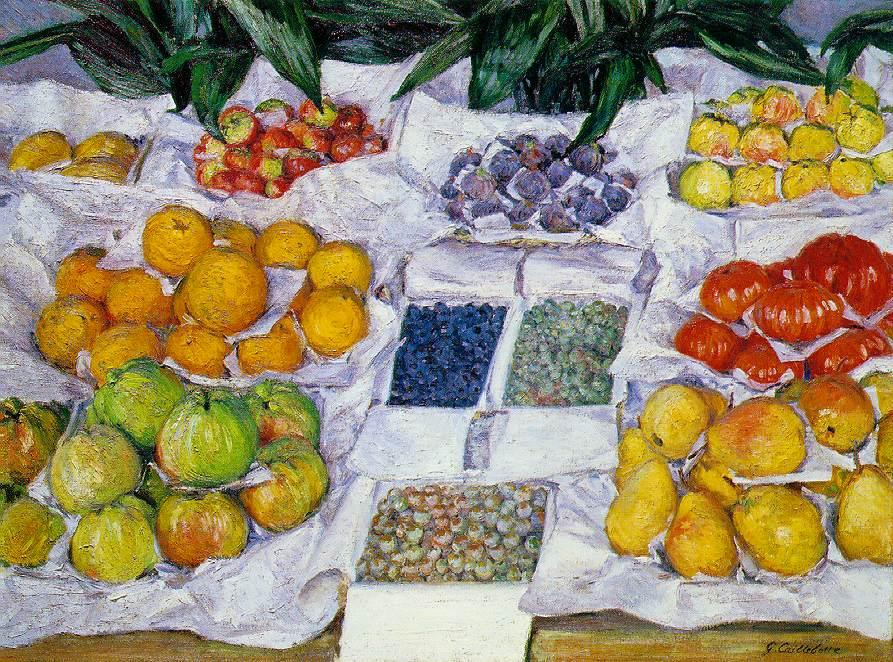
Vystavené ovoce (Fruits sur un étalage – 1882)
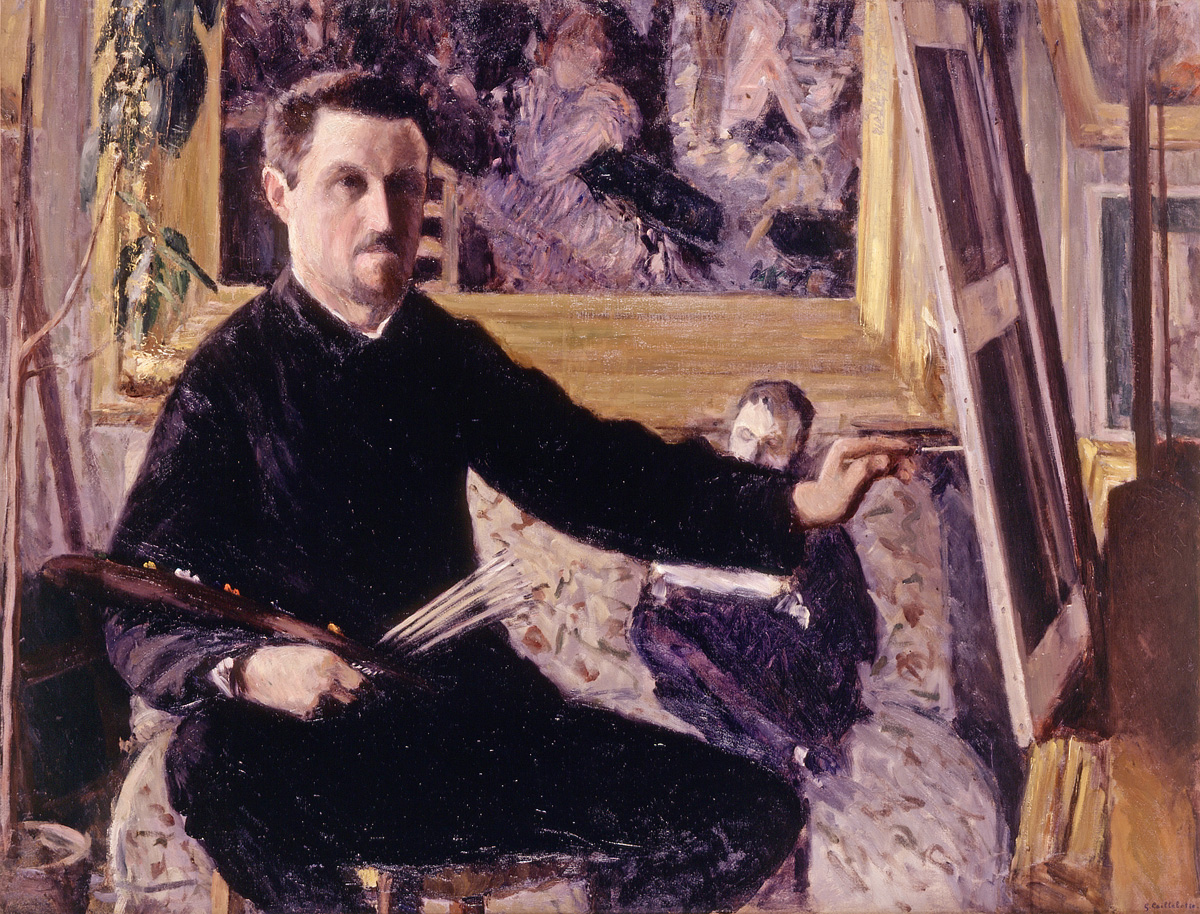
Gustave Caillebotte – Autoportrait au chevalet
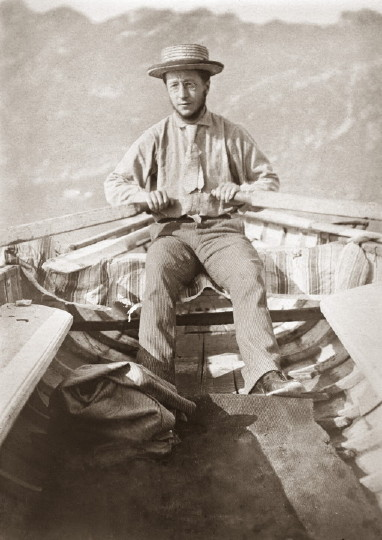
Martial Caillebotte: Maurice Minoret v klobouku na veslici, fotografie
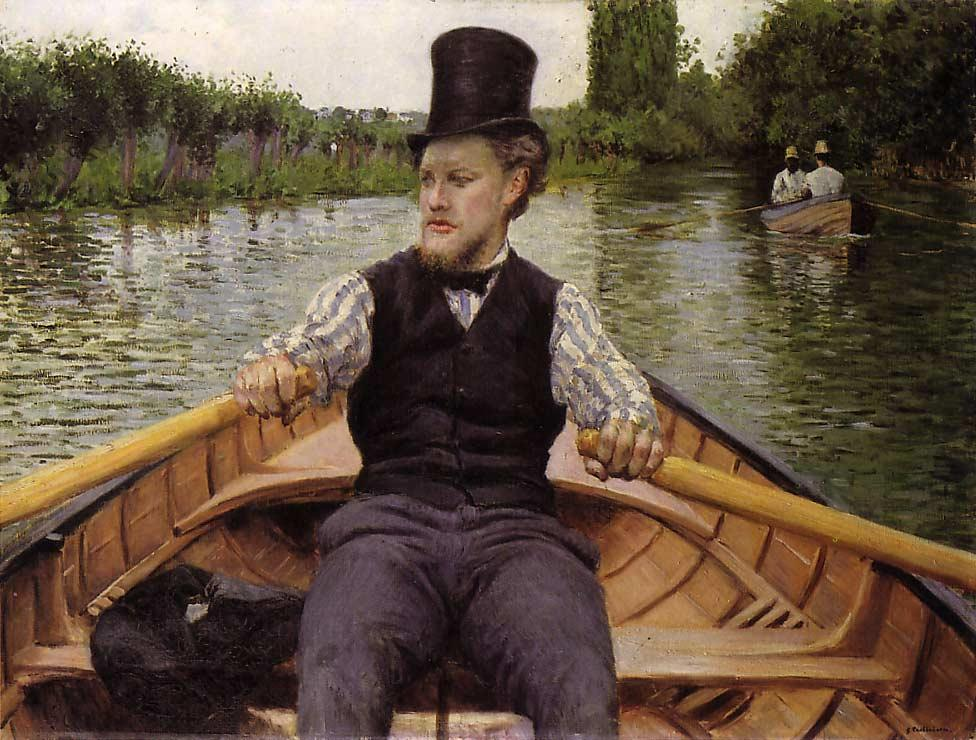
Gustave Caillebotte: La Partie de bateau (Veslař s cylindrem), 1877/78